# Bernat Saportella
Bernat Saportella (o Bernat de Saportella) va ser un diputat del braç militar de les Corts Catalanes al segle xv. Des del 1461 va ser diputat militar.
En la Guerra Civil Catalana va encarar-se a la Generalitat de Catalunya optant pel bàndol reialista. Després de fugir de Barcelona a l'inici de 1463, amb la seva família i un grapat de seguidors, va muntar el mateix més de gener una nova Generalitat paral·lela i amb seu a Tarragona. En aquest lloc va gaudir la protecció de l'arquebisbe Urrea i va dirigir una guerra contra el Consell del Principat reial en col·laboració amb alguns consellers de Joan II.
Dos anys més tard va ser nomenat battle "general de Catalunya". Fou legalitzada pel rei i no reconeguda per la Generalitat legítima, de la qual hauria estat l'últim diputat en acabar la guerra i dissoldre's la institució.
Va tenir el títol de Senyor de la torre de la Portella i de Tordera (a Segarra). Les seves armories eren d'or, una bossa de gules, acostada de dos escudets, faixat de plata i gules.